# Fight It Out
Fight It Out er en amerikansk stumfilm fra 1920 af Albert Russell.

## Medvirkende
- Hoot Gibson som Sandy Adams
- Charles Newton som Duncan McKenna
- Jim Corey som Slim Allen
- Dorothy Wood som Jane McKenna
- Ben Corbett som Henchman